# Berberodes penumbrata
Berberodes penumbrata là một loài bướm đêm trong họ Geometridae.